# ラプラス方程式
ラプラス方程式（ラプラスほうていしき、英: Laplace's equation）は、2階線型の楕円型偏微分方程式
∇2φ = Δφ = 0
である。ここで、∇2 = Δ はラプラシアン（ラプラス作用素、ラプラスの演算子）である。なお、∇ についてはナブラを参照。ラプラス方程式は、発見者であるピエール＝シモン・ラプラスから名づけられた。ラプラス方程式の解は、電磁気学、天文学、流体力学など自然科学の多くの分野で重要である。ラプラス方程式の解についての一般理論はポテンシャル理論という一つの分野となっている。
R3 の場合に標準座標を用いてラプラス方程式を書くと次のようになる：
{\displaystyle {\partial ^{2} \over \partial x^{2}}\phi (x,y,z)+{\partial ^{2} \over \partial y^{2}}\phi (x,y,z)+{\partial ^{2} \over \partial z^{2}}\phi (x,y,z)=0.}
数学以外の自然科学の分野では、たとえば電荷分布のない一様な媒質中の静電ポテンシャルや、熱伝導など拡散方程式の定常な場合などがこの方程式で表される。ラプラス方程式には、時間に当たる変数 t が含まれていない。即ち、ラプラス方程式は、時間によって変化しない定常状態を表す偏微分方程式であると言える。時間を反映した変数がないので、ラプラス方程式には、初期条件はなく、境界条件だけが必要となる。

## 一般化
変数の数は任意有限個に拡張できる。n 変数の関数 φ = φ(x1, x2,..., xn) に関する偏微分方程式
{\displaystyle {\partial ^{2} \over \partial x_{1}^{2}}\phi +{\partial ^{2} \over \partial x_{2}^{2}}\phi +\cdots +{\partial ^{2} \over \partial x_{n}^{2}}\phi =0}
を一般にラプラス方程式と呼ぶ。同様に微分作用素
{\displaystyle \Delta ={\partial ^{2} \over \partial x_{1}^{2}}+{\partial ^{2} \over \partial x_{2}^{2}}+\cdots +{\partial ^{2} \over \partial x_{n}^{2}}}
をラプラシアンと呼ぶ。

## 固有値問題
ラプラシアンの固有値は、ある関数 u ≠ 0 について
{\displaystyle \triangle u=\lambda u}
を満たすような λ である。これはヘルムホルツ方程式である。